# Iljušin Il-80
 Iljušin Il-80 (v kódu NATO: "Maxdome") je ruské letadlo velení a řízení, které vzniklo na bázi civilního dopravního letadla Iljušin Il-86. 

## Vývoj
Počátkem 80. let 20. století začalo nové kolo soupeření mezi SSSR a USA. V souvislosti s intervencí sovětských vojsk v Afghánistánu dosáhlo napětí mezi velmocemi nové maximum, které bylo srovnatelné s obdobím karibské krize. Důsledkem složité politické a diplomatické situace byla nová etapa závodů ve zbrojení, jakož i zvýšené nebezpečí, že studená válka přejde do "horké" fáze.
Proto se Generální štáb ozbrojených sil SSSR rozhodl vytvořit letadlo, ze kterého by bylo možné zajišťovat velení vojskům i v podmínkách jaderné války.
Vývojem tohoto letadla byla pověřena konstrukční kancelář Iljušin. Ta si jako základ pro nový stroj vybrala civilní dopravní letadlo Il-86. Důvodem byl fakt, že Il-86 měl dostatečně široký trup k umístění potřebného rádiového vybavení a palubní elektroniky. Prototyp nového letadla se poprvé vznesl do vzduchu 29. května 1985. Letové zkoušky s požadovaným palubním vybavením však začaly až o dva roky později 25. března 1987. Zavedení Il-80 do služby se konalo v roce 1992. Celkově byly postaveny čtyři letadla tohoto typu, která jsou dodnes ve výzbroji ruského letectva.

## Konstrukce
Il-80 je dolnoplošník s jednou svislou ocasní plochou. Od Il-86 se odlišuje absencí oken, aby se snížil vliv škodlivých faktorů jaderného výbuchu. Na vnitřních stranách křídla jsou přídavné gondoly se dvěma elektrickými generátory (délka 9,5 m, průměr 1,3 m), které zásobují energií speciálně palubní vybavení. Součástí letadla je i nástavec pro tankování ve vzduchu. V zadní části Il-80 je instalována nízkofrekvenční anténa, která slouží ke komunikaci s ponorkami.
Hlavní předností Il-80 jsou vlastnosti vhodné pro roli letadla "soudného dne". Díky zvýšené ochraně před možnými účinky jaderného výbuchu, jakož i možnosti doplňování paliva ve vzduchu, je schopno vykonávat své primární úlohy v téměř jakýchkoliv podmínkách. Velkým plusem je i spolehlivost Il-80 a jeho stabilita ve vzduchu.
Il-80 má však i několik nevýhod, které zdědil od Il-86. Jednou z hlavních nevýhod je velká hmotnost, což má za následek, že pro nezkušeného pilota je velmi obtížné zvednout letadlo do vzduchu. Právě z tohoto důvodu vyžaduje Il-80 delší vzletovou dráhu, což zároveň vylučuje možnost provozu letadla z některých letišť. Další nevýhodou letadla je jeho morální zastarání, protože Il-86 byla vyvinuta a šla do sériové výroby v polovině 70. let 20. století.

## Uživatelé
Rusko
- Ruské letectvo k prosinci 2018 disponovaly 4 letadly.

## Specifikace

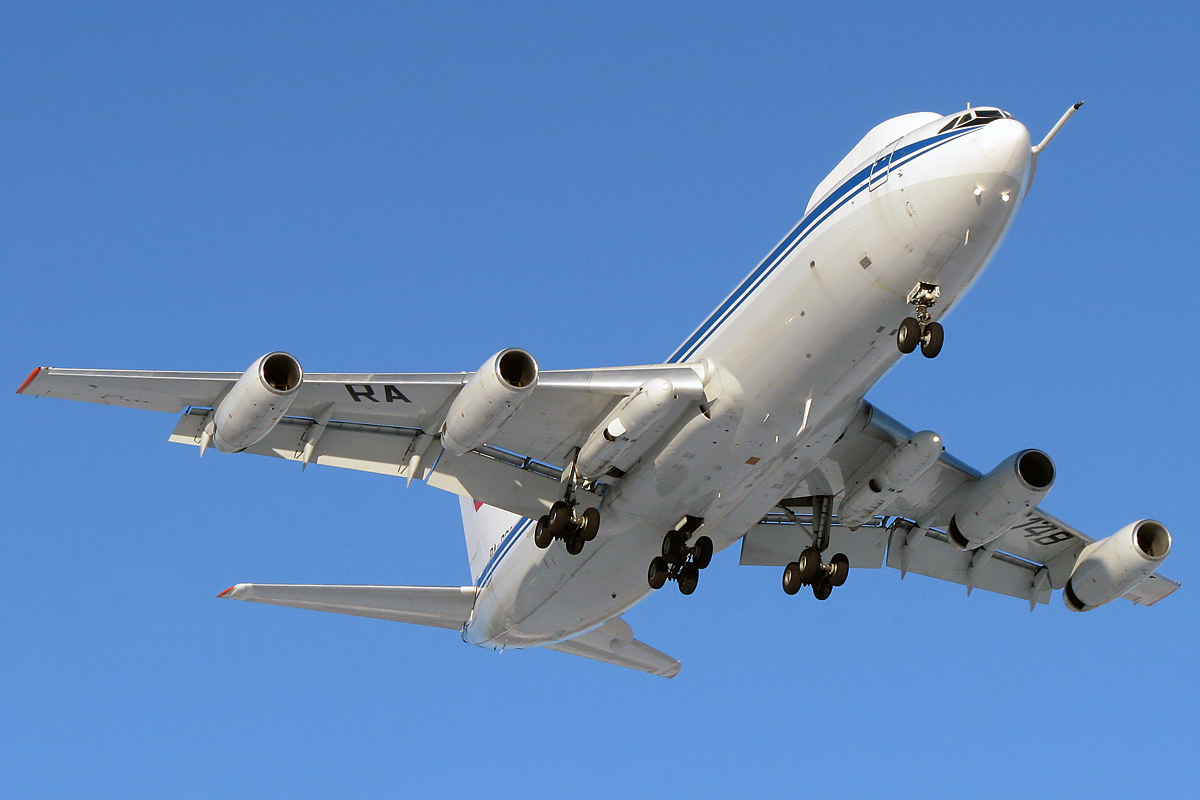
Il-80 za letu

### Technické údaje
- Posádka: 5
- Rozpětí křídel: 48,1 m
- Délka: 59,5 m
- Výška: 15,8 m
- Nosná plocha: 320 m²
- Normální vzletová hmotnost:208 000 kg
- Pohonná jednotka: 4 × dvouproudový motor NK-86

### Výkony
- Maximální rychlost:970 km/h
- Cestovní rychlost: 850 km/h
- Dolet: 3 600 km
- Dostup: 11 000 m[2]